# Pavel Magnet
Pavel Magnet, slovenski jezuit, * 25. marec 1679, Šentpavel v Labotski dolini, † 2. januar 1734, Celovec.
Redovnik je postal 1697. Na Dunaju je poučeval dialektiko. Nazadnje je bil prefekt v Celovcu. V letih 1711−1714 je izdal več del.